# Güllegrube

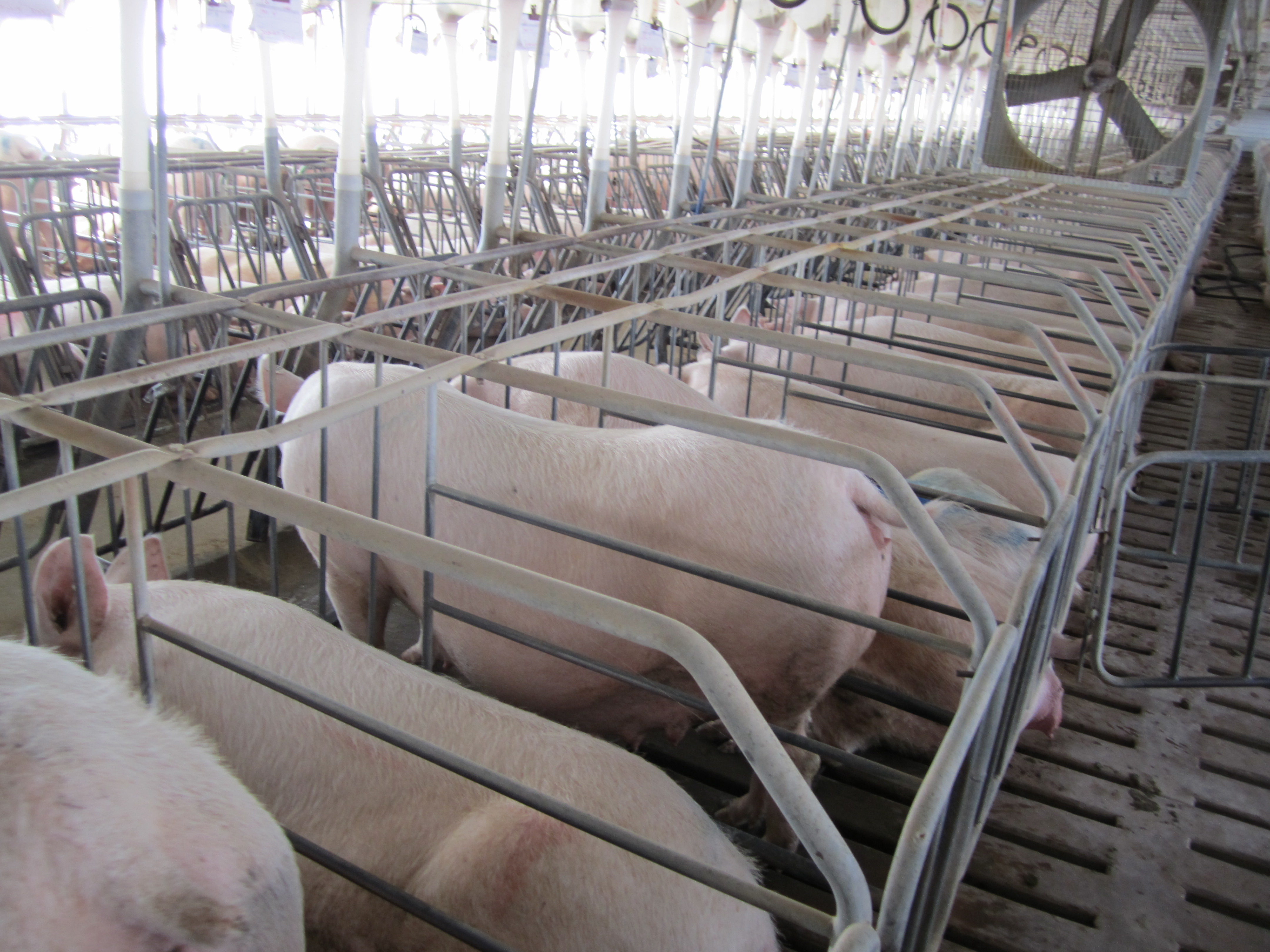
Spaltenboden in einem Sauenstall, unter ihm befindet sich ein Güllekeller

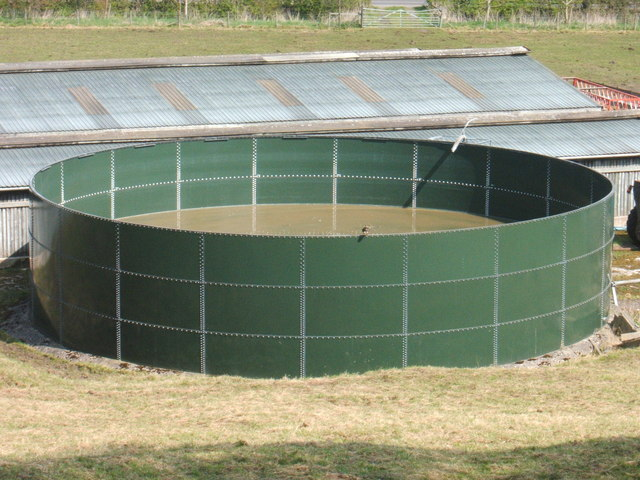
Güllehochbehälter

Die Güllegrube ist ein im Boden eingelassenes Bauwerk als Zwischenlagerstätte für Gülle bzw. Jauche. Andere Bezeichnungen sind Jauchegrube, Güllekeller oder in der Schweiz Güllenloch.
Güllegruben finden sich heute meist dort, wo Nutztierhaltung bzw. Viehzucht in Ställen stattfindet. Früher waren die ersten Jauchegruben tatsächlich offene Gruben als Teil eines Misthaufens, später wurden ausgemauerte und mit einem Deckel versehene Gruben üblich, die oft auch mit einem Plumpsklo verbunden waren. Bei einem Güllekeller ist der Stall zur Kotlagerung unterkellert. Rund zwei bis vier Meter tief ins Erdreich erstreckt sich solch ein Güllekeller. Durch den Spaltenboden fällt der Kot der Tiere direkt in diese Lagerstätte. Mit einem Güllefass wird der Kot der Tiere dann herausgesaugt und auf die Felder zur Düngung gefahren.
Heute werden Güllelagerstätten oft als geschlossene Güllebehälter als Silos/Zisternen realisiert, um Geruchsbelästigungen zu minimieren und andere Nutzungen, wie Biogasgewinnung, zu ermöglichen. Zudem ist bei Hochbehältern die Zugänglichkeit besser, um zum Beispiel Sinkschichten aus Sand zu entfernen.
In vollständig dichten Güllebehältern können durch den sauerstofffreien Abbau der organischen Bestandteile in der Gülle die Konzentrationen von Ammoniak und Methan im Gasraum so weit ansteigen, dass ein explosionsfähiges Gas-Luft-Gemisch entsteht. Güllebehälter werden deshalb minimal belüftet. Seltener werden sie als explosionsgeschützte Gruben erstellt; dies ist sogar notwendig, wenn Biogas gewonnen werden soll.
Klär- oder Sickergruben von Häusern und manchmal sogar Kleinkläranlagen werden umgangssprachlich manchmal auch als Jauchegrube bezeichnet.